# حامد حسینعلی‌زاده
حامد حسینعلی‌زاده (زادهٔ ۹ ژانویهٔ ۱۹۹۸) بازیکن فوتبال اهل ایران است که در پست مدافع برای باشگاه فوتبال شهرداری همدان در لیگ آزادگان بازی می‌کرد.
وی همچنین در تیم ملی فوتبال جوانان ایران بازی کرده‌است.
قهرمان جام حذفی فوتبال با تیم تراکتورسازی تبریز۱۳۹۹